# Apollo 11 (film, 2019)
Pour les articles homonymes, voir Apollo 11 (homonymie).
Cet article concerne le documentaire de 2019. Pour le téléfilm de 1996, voir Apollo 11 (téléfilm).
Pour plus de détails, voir Fiche technique et Distribution.
Apollo 11 est un film documentaire américain réalisé par Todd Douglas Miller et produit par CNN Films.
Il a pour thème la mission Apollo 11 de 1969, la première mission spatiale à se poser sur la Lune. Le film est composé pour partie d'images d'archives inédites tournées à l'époque par la NASA et faisant partie d'une série de 177 bandes au format 65 mm conservées réfrigérées à −4 °C aux Archives nationales dans un site de stockage ouvert en 1993 à College Park. Il a fallu beaucoup de travail, pour comprendre ce qu'il y avait exactement, au superviseur de la section films des Archives nationale Dan Rooney et au réalisateur Todd Douglas Miller, les bandes étaient mal étiquetées avec parfois comme seule indication « Apollo 11 ».
Le film a été présenté pour la première fois au festival du film de Sundance en janvier 2019 et a pris l'affiche dans les salles américaines de cinéma IMAX le 8 mars 2019. Planifié au Royaume-Uni, Pays-Bas, Espagne, Suède et Finlande de juin 2019 à août 2019, sa diffusion en France n'est prévue que 5 jours du 4 au 8 septembre.

## Sortie vidéo
Le film sort en DVD, Blu-ray et 4K Ultra HD le 20 novembre 2019 édité par Universal Pictures France.